# 1965年の鉄道
1965年の鉄道（1965ねんのてつどう）とは、1965年（昭和40年）に起こった鉄道関係の出来事をまとめたページである。
1964年の鉄道 - 1965年の鉄道 - 1966年の鉄道

## 出来事の一覧

### 1月
- 1月1日
  - 富山地方鉄道
    - （駅名改称）  赤田駅←蜷川駅（笹津線）
- 1月15日
  - 日本国有鉄道
    - （新駅開業）  八色駅（上越線 浦佐駅 - 小出駅間）

### 2月
- 2月1日
  - 日本国有鉄道
    - （新駅開業）  本名駅、会津越川駅（只見線 会津川口駅 - 会津横田駅間）
    - （新駅開業）  会津大塩駅、会津塩沢駅（只見線 会津横田駅 - 会津蒲生駅間）
- 2月4日
  - 山鹿温泉鉄道
    - （路線廃止）  鉄道線 植木駅 - 山鹿駅間（1960年12月1日から休止）
    - （駅廃止） 植木駅、植木町駅、一ツ木駅、今古閑駅、山本橋駅、今藤駅、肥後豊田駅、舟島駅、伊知坊駅、平島温泉駅、山城駅、宮原駅、奥永駅、分田駅、来民駅、肥後白石駅、肥後大道駅、山鹿駅
- 2月11日
  - 日本国有鉄道
    - （新駅開業）  郡山八幡駅（山野線 山野駅 - 薩摩大口駅間）
- 2月18日
  - 一畑電気鉄道（現・一畑電車）
    - （路線廃止）  立久恵線 電鉄出雲市駅 - 出雲須佐駅間（前年7月19日から休止）
    - （駅廃止） 古志町駅、馬木不動前駅、朝山駅、桜駅、所原駅、殿森駅、立久恵峡駅、乙立駅、向名駅、出雲須佐駅
- 2月21日
  - 熊本市交通局
    - （路線廃止）  川尻線 河原町停留場 - 川尻町停留場間
    - （駅廃止） 迎町停留場、泰平橋停留場、白川橋停留場、世安橋停留場、世安車庫前停留場、十禅寺町停留場、平田町停留場、上近見停留場、日吉校前停留場、下近見停留場、刈草停留場、高江町停留場、宮ノ前停留場、川尻駅前停留場、岡町停留場、川尻町停留場
- 2月27日
  - 日本国有鉄道
    - （信号場開業）  梅ケ谷信号場、双子山信号場（紀勢本線）

### 3月
- 3月1日
  - 日本国有鉄道
    - （駅名改称）  椿駅←紀伊椿駅、白浜駅←白浜口駅、湯浅駅←紀伊湯浅駅（紀勢本線）
    - （駅名改称）  堺市駅←金岡駅（阪和線）
    - （駅昇格）  東追分駅 ← 小安平仮停車場 （石勝線）

  - 富士急行（現・富士山麓電気鉄道）
    - （駅名改称）  都留市駅←谷村横町駅（富士急行線）
- 3月10日
  - 名古屋鉄道
    - （駅再開業） 田県神社前駅（久保一色駅から改称）（小牧線）
- 3月18日
  - 近畿日本鉄道
    - （駅名改称）  榊原温泉口駅←佐田駅（大阪線）

### 4月
- 4月1日
  - 日本国有鉄道
    - （新駅開業）  西松井田駅（信越本線 松井田駅 - 横川駅間）
    - （新駅開業）  餅原駅（日豊本線 山之口駅 - 三股駅間）

  - 近畿日本鉄道
    - （会社合併） 近畿日本鉄道＋三重電気鉄道

  - 能勢電気軌道（現・能勢電鉄）
    - （駅名改称）  川西国鉄前駅←池田駅前駅、川西駅←能勢口駅、皷滝駅（現・鼓滝駅）←皷ヶ滝駅、能勢妙見口駅←妙見駅（妙見線）
    - （駅名改称）  ケーブル山上駅←山上駅（妙見ケーブル（後・妙見の森ケーブル））

  - 広島電鉄
    - （駅名改称）  銀山町停留場←山口町停留場、胡町停留場←流川町停留場、本川町停留場←左官町停留場、観音町停留場←西天満町停留場（本線）
    - （駅名改称）  本通停留場←革屋町停留場（宇品線）
- 4月15日
  - 富山地方鉄道
    - （駅名改称）  横江駅（新）←尖山駅、上横江駅←横江駅（旧）（立山線）
    - （駅名改称）  荒町停留場←木町停留場、北新町停留場←上り立町停留場、上本町停留場←南田町停留場（富山軌道線）
- 4月20日
  - 日本国有鉄道
    - （新駅開業）  大野台駅（阿仁合線（現・秋田内陸縦貫鉄道秋田内陸線） 小ヶ田駅（現・縄文小ヶ田駅） - 合川駅間）
- 4月25日
  - 名古屋鉄道
    - （路線廃止）  一宮線 岩倉駅 - 東一宮駅間
    - （駅廃止） 元小山駅、羽根駅、浅野駅、印田駅、花岡町駅、東一宮駅

### 5月
- 5月27日
  - 東京モノレール
    - （新駅開業）  （臨）大井競馬場前駅（羽田線（現・東京モノレール羽田空港線） モノレール浜松町駅 - 羽田駅（現・天空橋駅）間）

### 6月
- 6月1日
  - 日本国有鉄道
    - （駅名改称）  八郎潟駅←一日市駅（奥羽本線）
    - （駅名改称）  磐梯熱海駅←岩代熱海駅、磐梯町駅←大寺駅（磐越西線）
    - （駅名改称）  西佐土原駅←佐土原駅（旧）（妻線）

  - 秋田中央交通
    - （駅名改称）  八郎潟駅←一日市駅（軌道線）

  - 関東鉄道
    - （会社合併） 鹿島参宮鉄道＋常総筑波鉄道

  - 京葉臨海鉄道
    - （延伸開業）  臨海本線 浜五井駅 - 椎津駅間 (8.2 km)
    - （新駅開業）  玉前駅、甲子駅、前川駅、椎津駅
- 6月7日
  - 東武鉄道
    - （新駅開業）  おもちゃのまち駅（宇都宮線 国谷駅 - 安塚駅間）
- 6月10日
  - 日本国有鉄道
    - （新駅開業）  南吉田駅（越後線 粟生津駅 - 吉田駅間）
- 6月26日
  - 流山電気鉄道（現・流鉄）
    - （駅名改称）  赤城台駅（現・平和台駅）←赤城駅（総武流山線（現・流山線））
- 6月29日
  - 日本国有鉄道
    - （複線化）  信越本線 松井田駅 - 横川駅間 (7.0 km)

### 7月
- 7月1日
  - 日本国有鉄道
    - （延伸開業）  高島線（山下臨港線） 横浜港駅 - 山下埠頭駅間 (2.0 km)
    - （新駅開業）  山下埠頭駅
    - （駅名改称）  土岐市駅←土岐津駅（中央本線）
    - （駅名改称）  佐土原駅（新）←広瀬駅（日豊本線）

  - 函館市交通局（現・函館市企業局交通部）
    - （駅名改称）  宝来町停留場←蓬莱町停留場（宝来・谷地頭線）
    - （駅名改称）  函館ドック前停留場（現・函館どつく前停留場）←弁天停留場（本線）

  - 東濃鉄道
    - （駅名改称）  土岐市駅←土岐津駅（駄知線）

  - 京阪神急行電鉄（現・阪急電鉄）
    - （駅名改称）  川西能勢口駅←能勢口駅（宝塚本線）

  - 能勢電気軌道
    - （駅名改称）  川西能勢口駅←川西駅、妙見口駅←能勢妙見口駅（妙見線）
- 7月10日
  - 江若鉄道
    - （路線廃止）  鉄道線 膳所駅 - 浜大津駅間
    - （駅廃止） 膳所駅
- 7月11日
  - 京王帝都電鉄（現・京王電鉄）
    - （新駅開業） 駒場東大前駅（井の頭線。駒場駅と東大前駅を統合）
    - （駅廃止） 駒場駅、東大前駅（井の頭線。駒場東大前駅に統合）

  - 大山観光電鉄
    - （新線開業）  大山鋼索線 追分駅（現・大山ケーブル駅） - 下社駅（現・阿夫利神社駅）間 (0.8 km)
    - （新駅開業）  追分駅、不動前駅（現・大山寺駅）、下社駅
- 7月13日
  - 日本国有鉄道
    - （複線化）  上越線 沼田駅 - 後閑駅間 (5.2 km)
- 7月15日
  - 北陸鉄道
    - （駅名改称）  額住宅前駅←大額駅（石川線）
- 7月20日
  - 広島電鉄
    - （駅名改称）  楽々園遊園地駅（現・楽々園駅（2代））←楽々園駅（初代）（宮島線）

### 8月
- 8月1日
  - 札幌市交通局
    - （駅名改称）  西4丁目停留場←三越前停留場（市電一条線）

  - 京福電気鉄道
    - （駅名改称）  ケーブル八瀬遊園駅（現・ケーブル八瀬駅）←西塔橋駅、ケーブル比叡駅←四明ヶ嶽駅（鋼索線）
- 8月20日
  - 日本国有鉄道
    - （路線廃止）  信越本線貨物支線 新潟駅 - （貨）万代駅間
    - （路線廃止）  武豊線貨物支線 武豊駅 - （貨）武豊港駅間
    - （駅廃止） 万代駅
    - （駅廃止） 武豊港駅

  - 名古屋臨海鉄道
    - （新線開業）  東港線 笠寺駅 - 東港駅間 (3.8 km)
    - （新線開業）  昭和町線 東港駅 - 昭和町駅間 (1.1 km)
    - （新線開業）  汐見町線 東港駅 - 汐見町駅間 (3.0 km)
    - （新駅開業）  笠寺駅（東港線）
    - （新駅開業）  東港駅（東港線、昭和町線、汐見町線）
    - （新駅開業）  昭和町駅（昭和町線）
    - （新駅開業）  船見町駅、汐見町駅（汐見町線）
- 8月21日
  - 三岐鉄道
    - （駅名改称）  暁学園前駅←萱生駅（三岐線）

  - 大分交通
    - （路線廃止）  宇佐参宮線 豊後高田駅 - 宇佐八幡駅間
    - （駅廃止） 豊後高田駅、封戸駅、宇佐駅、橋津駅、宇佐高校前駅、宇佐八幡駅
- 8月30日
  - 日本国有鉄道
    - （複線化）  信越本線 三条駅 - 東三条駅間 (1.6 km)

### 9月
- 9月1日
  - 日本国有鉄道
    - （新駅開業）  鵜杉駅（陸羽東線 大堀駅 - 瀬見駅（現・瀬見温泉駅）間）
    - （駅移転・駅名改称）  天理駅←天理市駅（桜井線）
- 9月8日
  - 上毛電気鉄道
    - （信号場開業）  前橋病院前信号所（現・心臓血管センター駅）（上毛線 赤坂駅 - 江木駅間）
- 9月15日
  - 日本国有鉄道
    - （信号場開業）  日向沓掛信号場（日豊本線 清武駅 - 田野駅間）

  - 東京都交通局
    - （駅名改称）  東尾久三丁目停留場←尾久町一丁目停留場、西尾久七丁目停留場（現・荒川遊園地前停留場）←尾久六丁目停留場（都電27系統（現・荒川線））
- 9月16日
  - 大井川鉄道（現・大井川鐵道）
    - （新駅開業）  代官町駅（大井川本線 新金谷駅 - 五和駅（現・合格駅）間）
- 9月21日
  - 日本国有鉄道
    - （複線化）  信越本線 磯部駅 - 松井田駅間 (5.1 km)
- 9月24日
  - 北陸鉄道
    - （路線廃止）  片山津線 動橋駅 - 片山津駅間
    - （駅廃止） 動橋駅、片山津本町駅、片山津駅
- 9月27日
  - 日本国有鉄道
    - （信号場開業）  平瀬信号場（篠ノ井線 田沢駅 - 松本駅間）
    - （複線化）  信越本線 安中駅 - 磯部駅間 (7.0 km)
- 9月28日
  - 日本国有鉄道
    - （複線化）  上越線 六日町駅 - 五日町駅間 (6.6 km)
- 9月30日
  - 日本国有鉄道
    - （複線化）  総武本線 千葉駅 - 四街道駅間 (7.7 km)
    - （仮乗降場昇格）  都賀仮乗降場 ← 都賀信号場 （総武本線）

### 10月
- 10月1日
  - 日本国有鉄道
    - （延伸開業）  塩釜線 塩釜港駅 - 塩釜魚市場駅間 (2.1 km)
    - （新駅開業）  塩釜魚市場駅
    - （新駅開業）  北大曲駅（生保内線（現・田沢湖線） 大曲駅 - 羽後四ツ屋駅間）
    - （新駅開業）  鶯野駅（生保内線 羽後長野駅 - 角館駅間）
    - （駅昇格）  田原坂駅 ← 田原坂信号場 （鹿児島本線）
    - （駅昇格）  日向沓掛駅 ← 日向沓掛信号場 （日豊本線）
    - （路線廃止）  根室本線貨物支線 根室駅 - （貨）根室港駅間
    - （路線廃止）  幸袋線貨物支線 二瀬駅 - （貨）枝国駅間
    - （駅廃止） 根室港駅
    - （駅廃止） 枝国駅

  - 名古屋鉄道
    - （駅名読み変更）  各務原飛行場駅（現・各務原市役所前駅）（かかみがはらひこうじょう←かがみはらひこうじょう）、名電各務原駅（めいでんかかみがはら←めいでんかがみはら）（各務原線）

  - 大阪市交通局（現・大阪市高速電気軌道）
    - （新線開業）  3号線（現・四つ橋線） 西梅田駅 - 大国町駅間 (4.9 km)
    - （新駅開業）  西梅田駅、肥後橋駅、四ツ橋駅
- 10月15日
  - 名古屋市営地下鉄
    - （新線開業）  2号線（現・名城線） 栄町駅（現・栄駅） - 市役所駅（現・名古屋城駅） 間 (1.3 km)
    - （新駅開業）  市役所駅
- 10月16日
  - 熊本電気鉄道
    - （新駅開業）  再春荘前駅（現・再春医療センター前駅）（菊池線 黒石駅 - 御代志駅間）
- 月内
  - 日本国有鉄道
    - （仮乗降場廃止） 天北栄仮乗降場（天北線）

### 11月
- 11月1日
  - 日本国有鉄道
    - （新駅開業）  北吉原駅（室蘭本線 竹浦駅 - 萩野駅間）
    - （駅昇格）  梅ケ谷駅 ← 梅ケ谷信号場 （紀勢本線）

  - 札幌市交通局
    - （駅名改称）  山鼻20条停留場（現・幌南小学校前停留場）←柏中学前停留場、静修学園前停留場←山鼻16条停留場、創成学校前停留場（現・資生館小学校前停留場）←西創成学校前停留場（市電山鼻線）
    - （駅廃止） 山鼻19条停留場（初代。山鼻20条停留場に統合）
- 11月15日
  - 鹿児島交通
    - （路線廃止）  知覧線 阿多駅 - 知覧駅間（7月3日から休止）
    - （駅廃止） 東阿多駅、花瀬駅、薩摩白川駅、田部田駅、薩摩川辺駅、野間駅、東川辺駅、小野駅、城ヶ崎駅、知覧駅
- 11月21日
  - 日本国有鉄道
    - （新駅開業）  上杉駅（阿仁合線（現・秋田内陸縦貫鉄道秋田内陸線） 合川駅 - 米内沢駅間）

  - 名古屋鉄道
    - （駅名改称）  金園町四丁目駅←金園町駅、金園町九丁目駅←薬大前駅（美濃町線）

### 12月
- 12月1日
  - 神戸電気鉄道（現・神戸電鉄）
    - （新駅開業）  花山駅 （有馬線 谷上駅 - 大池駅間）

  - 伊予鉄道
    - （路線廃止）  森松線 伊予立花駅（現・いよ立花駅） - 森松駅間
    - （駅廃止） 石井駅、森松駅
- 12月20日
  - 日本国有鉄道
    - （新駅開業）  東千葉駅（総武本線 千葉駅 - 都賀仮乗降場間）
- 12月24日
  - 筑豊電気鉄道
    - （新駅開業）  西山駅 （鉄道線 三ヶ森駅 - 通谷駅間）
- 12月25日
  - 日本国有鉄道
    - （駅名改称）  岩室駅←和納駅（越後線）
- 12月30日
  - 岡山電気軌道
    - （駅移転・駅名改称）  門田屋敷停留場←国清寺前駅（東山本線）

## 主なダイヤ改正
- 10月1日
  - 日本国有鉄道

- 11月1日
  - 日本国有鉄道（東海道新幹線）

## 鉄道車両

### 新系列・新形式
- 日本国有鉄道
  - ED76形電気機関車
  - ED93形電気機関車
  - EF65形電気機関車
  - DD53形ディーゼル機関車
  - 167系電車
  - 423系電車
  - 455系電車
  - 483系電車
  - ワキ5000形貨車
  - ワキ10000形貨車
  - ク300形貨車
  - ケ1形貨車
  - ヤ50形貨車
  - シム3000形貨車
  - シキ180形貨車
  - タム5800形貨車
  - タム8600形貨車
  - タサ5800形貨車
  - タキ950形貨車
  - タキ1150形貨車
  - タキ5050形貨車
  - タキ5650形貨車
  - タキ7050形貨車
  - ホキ5700形貨車
  - ホキ7000形貨車
  - ホキ8000形貨車
- 札幌市交通局
  - A830形電車
  - A850形電車
- 帝都高速度交通営団
  - 900形電車
- 松本電気鉄道
  - ED40形電気機関車
- 名古屋鉄道
  - キハ8000系気動車
  - ホム100形貨車
- 名古屋市交通局
  - 700形電車
  - 1000形電車
- 名古屋臨海鉄道
  - ND552形ディーゼル機関車
- 加越能鉄道
  - デ7060形電車
- 近畿日本鉄道
  - 16000系電車
  - 18000系電車
- 京阪電気鉄道
  - 300型電車（2代）
  - 350型電車
- 神戸電気鉄道
  - 1000系電車
- 西ドイツ国鉄
  - 103型電気機関車
  - V162形ディーゼル機関車
- スイス連邦鉄道
  - RABDe510形電車

### 消滅形式
- 日本国有鉄道
  - タ520形貨車
  - シキ15形貨車

### 受賞
- 第8回 ブルーリボン賞 - 日本国有鉄道 0系電車
- 第5回 ローレル賞 - 山陽電気鉄道 3000系電車